# Parlamentsauflösung
Bei einer Parlamentsauflösung wird ein Parlament in seiner aktuellen Zusammensetzung entlassen, in der Regel um den Weg für vorgezogene Neuwahlen freizumachen, die daraufhin meist innerhalb einer verfassungsmäßigen Frist stattzufinden haben.
Im deutschsprachigen Raum ist üblicherweise nur dann von einer Parlamentsauflösung die Rede, wenn sie vorzeitig während einer laufenden Legislaturperiode erfolgt. Dort bleiben die Abgeordneten dann auch bis zur Konstituierung des neuen Parlaments im Amt. Im angelsächsischen Rechtskreis hingegen gab es lange Zeit keine fixen Legislaturperioden, weshalb ein Parlament aktiv aufgelöst werden musste, um Neuwahlen zu ermöglichen. Hier scheiden die Abgeordneten zudem sofort aus, wodurch es (wie während der Prorogation) zu einer Zeit ohne aktives Parlament kommt.
Die meisten Staaten haben eine Vorgehensweise zum Auflösen des Parlaments in der Verfassung geregelt. In vielen kann dies das Staatsoberhaupt unter bestimmten Voraussetzungen veranlassen. In manchen Ländern kann sich das Parlament selbst auflösen, in anderen kann dies auch das Volk veranlassen. Einige Demokratien, wie Norwegen, die Schweiz und die USA, kennen eine Auflösung des Parlaments hingegen nicht. In Deutschland ist eine Selbstauflösung des Bundestags nicht vorgesehen.

## Methoden und Voraussetzungen zur Parlamentsauflösung

### Auflösung durch das Staatsoberhaupt
Historisch verfügte der Monarch über das alleinige Recht, das Parlament einzuberufen, zu vertagen oder aufzulösen. Dieses Recht war der Ausdruck der Stellung des Herrschers (monarchisches Prinzip). Bis heute hat etwa im Vereinigten Königreich allein der König dieses Recht, bei dessen Ausübung er rein rechtlich an keine Voraussetzungen gebunden ist. Auch in den Niederlanden, in Belgien und in Dänemark kann der Monarch das Parlament auflösen.
Auch in vielen Republiken ist es bis heute das Staatsoberhaupt, das über die Parlamentsauflösung entscheidet, zum Beispiel in Frankreich (Präsident), Österreich (Bundespräsident) oder Deutschland (Bundespräsident). Oftmals sind sie dabei aber an bestimmte Bedingungen gebunden. Vor allem nach den Erfahrungen mit der Macht des deutschen Präsidenten Paul von Hindenburg in den 1930er Jahren wurden das Recht zur Auflösung des Parlaments durch das Staatsoberhaupt in vielen kontinentaleuropäischen Demokratien eingeschränkt. Der französische Präsident etwa darf das Parlament innerhalb von 12 Monaten nicht zweimal auflösen und der österreichische Bundespräsident muss sich für die erneute Auflösung einen neuen Grund suchen.

### Mitwirkung der Regierung
Mit der Herausbildung von Regierungen, gerade auch mit eigener Verantwortung, spielten diese eine immer größer werdende Rolle bei der Parlamentsauflösung, entweder de facto oder gar verfassungsmäßig. Selbst, wenn de jure der Monarch entscheidet, tut er dies daher heutzutage in der Regel nur noch auf Vorschlag der Regierung (etwa im Vereinigten Königreich).
Allein schon die Drohung mit der Auflösung, etwa im Wege der Vertrauensfrage, schüchtert die Abgeordneten oftmals genug ein, um doch noch Regierungsvorlagen zuzustimmen. Doch genauso gut ist es möglich, dass eine Neuwahl die Opposition stärkt.

### Selbstauflösung durch das Parlament
In einzelnen Verfassungen besteht das Recht des Parlaments, sich durch Beschluss selbst aufzulösen und so durch Neuwahlen die Neuzusammensetzung des Parlaments herbeizuführen. Entsprechende Regelungen sind im europäischen Vergleich die Ausnahme; sie finden sich in den Verfassungen von Belgien (Art. 46), Österreich, Litauen (Art. 58), Ungarn (Abschnitt „AZ ÁLLAM“ Art. 3 Abs. 2), Israel, Polen (Art. 98 Abs. 3) und Zypern (Art. 67 Ziffer 1). In Deutschland ist eine Selbstauflösung des Bundestages nicht vorgesehen (siehe unten Bundesrepublik Deutschland).

### Automatische Auflösung
In Bulgarien, Griechenland, Israel, Schweden und Spanien löst sich das Parlament automatisch auf, wenn keine Regierung gebildet werden kann. In Israel löst sich das Parlament automatisch auf, wenn kein Budget gebildet werden kann.

### Auflösung durch eine Verfassungsänderung
Wenn sich ein Staat eine komplett neue Verfassung gibt, kommt es üblicherweise ebenfalls zu einer Neuwahl. In Belgien und der Schweiz ist dieser Umstand sogar in der Verfassung geregelt.
Sind sich die beiden Kammern der Schweizerischen Bundesversammlung nicht einig, ob die Bundesverfassung (BV) total revidiert werden soll, so wird über die Durchführung der Totalrevision in einer Volksabstimmung entschieden; stimmt sodann das Volk der Totalrevision zu, so werden die beiden Räte neu gewählt (Art. 193 BV). Dazu ist es in der Praxis noch nie gekommen. Im Weiteren kann eine Verfassungsänderung eine Neuwahl der Bundesversammlung vorsehen. Dies war zweimal der Fall: 1919 in Verbindung mit dem Übergang vom Majorz- zum Proporzwahlrecht und 1931 bei der Verlängerung der Legislaturperiode des Nationalrates von drei auf vier Jahre.
In Belgien kommt es nach jeder Verfassungsänderung zu einer automatischen Auflösung des Parlaments, damit das dann neu gewählte Parlament die Änderung ratifizieren kann.

### Auflösung durch Volksentscheid
Eine andere Variante ist die Abberufung eines Parlaments durch einen Volksentscheid. So kann in den Schweizer Kantonen Bern, Uri, Schaffhausen, Solothurn und Thurgau die Abberufung des Kantonsparlaments vor Ablauf der Legislaturperiode verlangt werden. In den deutschen Bundesländern sehen einzelne Verfassungen eine solche Möglichkeit vor (siehe unten Deutsche Bundesländer). In der Weimarer Republik wurde 1932 der Oldenburgische Landtag auf diese Weise abberufen. Entsprechende Versuche in anderen Ländern schlugen fehl, so auch 1926 die Volksabstimmung über die Auflösung des dritten hessischen Landtags und 1931 der Volksentscheid zur Auflösung des preußischen Landtages. Auch in vielen lateinamerikanischen Staaten kann ein Abberufungsreferendum gegen Amtsträger zu einer Neuwahl führen.
Wenn der lettische Präsident das Parlament auflösen will, muss das vorher durch eine Volksabstimmung bestätigt werden, was 2011 geschehen ist.

## Situation in einzelnen Ländern

### Deutschland

#### Geschichte
In den meisten Ländern des Deutschen Bundes wurden gemäß Art. 13 der Deutschen Bundesakte landständische Verfassungen eingerichtet. Diese sahen die Auflösung des Parlamentes durch den Fürsten vor.
Im Deutschen Kaiserreich regelte Artikel 24 der Verfassung, dass zu einer Auflösung des Reichstags ein Beschluss des Bundesrates und die Zustimmung des Kaisers notwendig sei. In der Praxis ging die Entscheidung aber vom Reichskanzler aus.
In der Weimarer Verfassung konnte der Reichspräsident den Reichstag gemäß Artikel 25 allein auflösen, wenn auch offiziell nur je einmal aus demselben Grund. Diese Einschränkung war in der Praxis unbedeutend. In der Weimarer Zeit wurde jeder Reichstag vorzeitig aufgelöst.

#### Bundesrepublik Deutschland
Bei der Gründung der Bundesrepublik 1948/1949 sah man die Weimarer Regelung als schädlich an, da die Parlamentsauflösung zu leicht gemacht worden sei. Entsprechend darf sich der Bundestag nach dem Grundgesetz weder selbst auflösen, noch darf dies allein der Bundespräsident oder die Regierung. Der Bundestag kann unter der Geltung des Grundgesetzes nur noch in zwei Fällen aufgelöst werden:
1. Scheitern der Kanzlerwahl (Art. 63 Abs. 4 GG): Der Bundespräsident schlägt (üblicherweise nach Abschluss einer Koalitionsvereinbarung) einen Kanzlerkandidaten vor und stellt ihn damit zur Wahl im Bundestag (Art. 63 Abs. 1 GG). Scheitert dieser Kandidat im ersten Wahlgang (erste Wahlphase, Art. 63 Abs. 2 GG) und wird auch innerhalb der nächsten 14 Tage (in beliebig vielen Wahlgängen, zweite Wahlphase, Art. 63 Abs. 3 GG) weder dieser noch ein anderer Kandidat mit absoluter Mehrheit (mehr als die Hälfte der Stimmen aller Mitglieder, sogenannte Kanzlermehrheit) im Bundestag gewählt, erfolgt ein weiterer Wahlgang (dritte Wahlphase), in dem die relative Mehrheit ausreicht (gewählt ist, wer die meisten Ja-Stimmen erhält). Wird auf diese Weise ein Bundeskanzler gewählt, der keine absolute Mehrheit im Bundestag hat, kann der Bundespräsident innerhalb von einer Woche entscheiden, ihn dennoch zu ernennen oder den Bundestag aufzulösen. Das Grundgesetz gibt für die Entscheidung keine Kriterien vor. Ob der Bundespräsident den lediglich mit relativer Mehrheit gewählten Kanzler in der Regel ernennen muss, es sei denn es werde evident keine stabile Regierung zustande kommen, ist in der juristischen Literatur umstritten.[9]
2. Scheitern der Vertrauensfrage (Art. 68 GG): Der Bundeskanzler kann im Bundestag einen Antrag stellen, dass ihm der Bundestag das Vertrauen aussprechen möge. Stimmt daraufhin nicht die Mehrheit aller Bundestagsmitglieder für diesen Antrag, kann der Bundeskanzler dem Bundespräsidenten die Auflösung des Bundestages vorschlagen, woraufhin dieser dem Vorschlag binnen einer Frist von 21 Tagen nachkommen oder ihn ablehnen kann. Lässt der Bundespräsident die Frist verstreichen oder lehnt er den Vorschlag zur Auflösung ab (wozu er nach Ansicht des Bundesverfassungsgerichts nur befugt ist, wenn nach pflichtgemäßer Prüfung eine politische Stabilität trotz des verweigerten Vertrauensausspruchs weiterhin gewährleistet ist[10]), ist der Bundeskanzler zur Fortführung seines Amtes verpflichtet.

Der erste Fall ist noch nie eingetreten, da stets der vom Bundespräsidenten vorgeschlagene Kanzlerkandidat mit absoluter Mehrheit gewählt wurde, wobei dies jeweils bereits im ersten Wahlgang geschah, bis Friederich Merz am 6. Mai 2025 erst in einem zweiten Wahlgang zum Bundeskanzler gewählt wurde.
Der zweite Fall lag in den Jahren 1972, 1983, 2005 und 2024 vor. Die damaligen Bundeskanzler Willy Brandt, Helmut Kohl, Gerhard Schröder und Olaf Scholz nutzten das Instrument der Vertrauensfrage, um den Bundestag aufzulösen. Teile der Regierungsfraktionen stimmten nach Absprache gegen die Aussprache des Vertrauens bzw. enthielten sich, sodass die Vertrauensfrage scheiterte und der Bundespräsident über die Auflösung entscheiden musste, wobei er jeweils dem Wunsch von Kanzler und Parlamentsmehrheit folgte und den Bundestag auflöste.
Nach einer Auflösung durch den Bundespräsidenten müssen nach Art. 39 Abs. 1 Satz 3 GG Neuwahlen innerhalb von 60 Tagen stattfinden.

#### Deutsche Bundesländer
Auf Landesebene ist, anders als auf Bundesebene, die Möglichkeit der Selbstauflösung des Parlaments neben dem Instrument der Vertrauensfrage verbreitet. So löste sich der Hessische Landtag beispielsweise am 19. November 2008 selbst auf und ermöglichte somit die Neuwahl am 18. Januar 2009. Für eine Auflösung der Landesparlaments und daraus resultierend vorgezogene Neuwahlen stehen zwei Möglichkeiten zur Verfügung: In allen Bundesländern kann sich der Landtag durch Beschluss selbst auflösen. Dieser Beschluss bedarf nach den überwiegenden Regelungen in den Landesverfassungen einer 2/3 Mehrheit, in Bayern, Hamburg, Hessen, Niedersachsen, Nordrhein-Westfalen und Rheinland-Pfalz lediglich der absoluten Mehrheit.
Darüber hinaus besteht in Baden-Württemberg, Bayern, Berlin, und Bremen die Möglichkeit für die Bürger des jeweiligen Landes, durch Antrag mit einer variierenden Anzahl von Wahlberechtigten einen Volksentscheid herbeizuführen, der zur Auflösung des Landesparlaments führen kann. In Nordrhein-Westfalen wurde die Einführung einer entsprechenden Regelung diskutiert, dies ist bisher jedoch nicht umgesetzt worden.
|                        | Beschluss der Mitglieder des Landesparlaments                   | Volksentscheid                                               |
| ---------------------- | --------------------------------------------------------------- | ------------------------------------------------------------ |
| Baden-Württemberg      | Art. 43 Abs. 1 BWVerf (2/3 Mehrheit)                            | Art. 43 Abs. 2 BWVerf (Antrag von 10 % Wahlberechtigten)     |
| Bayern                 | Art. 18 Abs. 1 BayVerf (absolute Mehrheit)                      | Art. 18 Abs. 3 BayVerf (Antrag von 1. Mio. Wahlberechtigten) |
| Berlin                 | Art. 54 Abs. 2 BlnVerf (2/3 Mehrheit)                           | Art. 54 Abs. 3 BlnVerf (Antrag von 20 Tsd. Wahlberechtigten) |
| Brandenburg            | Art. 62 Abs. 2 BbgVerf (2/3 Mehrheit)                           | -                                                            |
| Bremen                 | Art. 76 lit. a BremVerf (2/3 Mehrheit)                          | Art. 76 lit. b BremVerf (Antrag von 20 % Wahlberechtigten)   |
| Hamburg                | Art. 11 Abs. 1 HmbVerf (absolute Mehrheit)                      | -                                                            |
| Hessen                 | Art. 80 HessVerf (absolute Mehrheit)                            | -                                                            |
| Mecklenburg-Vorpommern | Art. 27 Abs. 2 MVVerf (2/3 Mehrheit)                            | -                                                            |
| Niedersachsen          | Art. 10 NdsVerf (absolute Mehrheit + 2/3 anwesender Mitglieder) | -                                                            |
| Nordrhein-Westfalen    | Art. 35 Abs. 1 NRWVerf (absolute Mehrheit)                      | -                                                            |
| Rheinland-Pfalz        | Art. 84 RhPfVerf (absolute Mehrheit)                            | -                                                            |
| Saarland               | Art. 69 SaarlVerf (2/3 Mehrheit)                                | -                                                            |
| Sachsen                | Art. 58 SächsVerf (2/3 Mehrheit)                                | -                                                            |
| Sachsen-Anhalt         | Art. 60 LSAVerf (2/3 Mehrheit)                                  | -                                                            |
| Schleswig-Holstein     | Art. 19 Abs. 2 SchlHVerf (2/3 Mehrheit)                         | -                                                            |
| Thüringen              | Art. 50 Abs. 2 Ziff. 1 ThürVerf (2/3 Mehrheit)                  | -                                                            |

### Vereinigtes Königreich
Im Vereinigten Königreich hat der Premierminister das Recht, den Monarchen jederzeit um eine vorzeitige Auflösung des Parlamentes zu bitten. Dies erlaubt der Regierung, die Wahl zu dem Zeitpunkt anzusetzen, der ihr am erfolgversprechendsten erscheint. 2011 bis 2022 dauerte die Amtsperiode des Parlamentes jedoch aufgrund des Fixed-term Parliaments Act 2011 grundsätzlich fünf Jahre. Vorgezogene Neuwahlen waren damals nur noch unter engen Bedingungen möglich.

### Österreich
Neben der Auflösung durch den Bundespräsidenten kann sich der österreichische Nationalrat durch einen gesetzlich vorgesehenen Neuwahl-Beschluss jederzeit selbst auflösen. Das Selbstauflösungsrecht ist in Artikel 29 des Bundes-Verfassungsgesetzes verankert. Die Selbstauflösung ist seit Beginn der Zweiten Republik sogar die Regel: Von den bisher 25 absolvierten Gesetzgebungsperioden (Stand 2018) wurden nur vier in vollem Umfang (d. h. ohne Selbstauflösung des Nationalrates) abgeleistet. In der Ersten Republik wurden drei der vier Gesetzgebungsperioden vorzeitig beendet, zwei davon durch Selbstauflösung. Der Bundespräsident hat erst einmal von seinem Auflösungsrecht Gebrauch gemacht, und zwar im Jahr 1930. Auch die Landtage der einzelnen Bundesländer haben ein Selbstauflösungsrecht.

### Gesetze
1. ↑  Art. 12 der französischen Verfassung vom 4. Oktober 1958, Stand 21. Oktober 2018 (französisch)
2. ↑  Art. 29 Bundes-Verfassungsgesetz, Stand 1. Januar 2004
3. ↑  Art. 57 Verfassung des Kantons Bern, Stand 11. März 2015
4. ↑  Art. 27 Verfassung des Kantons Uri, Stand 6. Juni 2018
5. ↑  Art. 26 Verfassung des Kantons Schaffhausen, Stand 2. März 2011
6. ↑  Art. 27 Verfassung des Kantons Solothurn, Stand 3. März 2016
7. ↑  § 25 Verfassung des Kantons Thurgau, Stand 5. Dezember 2017
8. ↑  Die teutsche Bundesacte vom 8. Juny 1815. In: Karl Heinrich Ludwig Pölitz (Hrsg.): Die Constitutionen der europäischen Staaten seit den letzten 25 Jahren. Band 2. F. A. Brockhaus, Leipzig/Altenburg 1817, S. 93–104 (Wikisource).
9. ↑  Fixed-term Parliaments Act 2011. (englisch, gov.uk).